# Église Saint-Sauveur du Petit-Andely
L'église Saint-Sauveur est un édifice religieux sur la commune des Andelys, en Normandie.

## Historique
Lors du siège de Château-Gaillard en 1203, le village est brûlé mais l'église est épargnée suivant l'ordre du roi Philippe Auguste.
Elle sert durant la Révolution de magasin de fer et de plomb.
Les vitraux des collatéraux sont endommagés pendant la Seconde Guerre mondiale. Ils sont remplacés en 1953, par Max Ingrand avec le thème du chemin de croix.
Le 15 septembre 1973, une tornade s'abat sur l'église. La flèche en ardoise, haute de 47 m, s'écrase sur le toit, la sacristie et la place. Les vitraux du chœur sont brisés. Les réparations sont achevées en 1978.

## Description
Elle forme une croix grecque dont les branches sont d'une longueur de 29 m .
Le portail occidental est abrité par un porche en bois du XVe siècle. Au trumeau se trouve une statue du Christ bénissant du milieu du XIIIe siècle.
Le chevet se termine en un hémicycle polygonal à sept pans, séparés d'arcs-boutants.
L'église dispose de nombreuses statues des XVIe et XVIIe siècles. Elle possède également de plates-tombes à l'effigie de Guillaume Gilles († 1478) et du prêtre Jehan Bernard, du XVe siècle.
Un retable Louis XV, installé dans le transept sud, provient de l'abbaye de Mortemer.

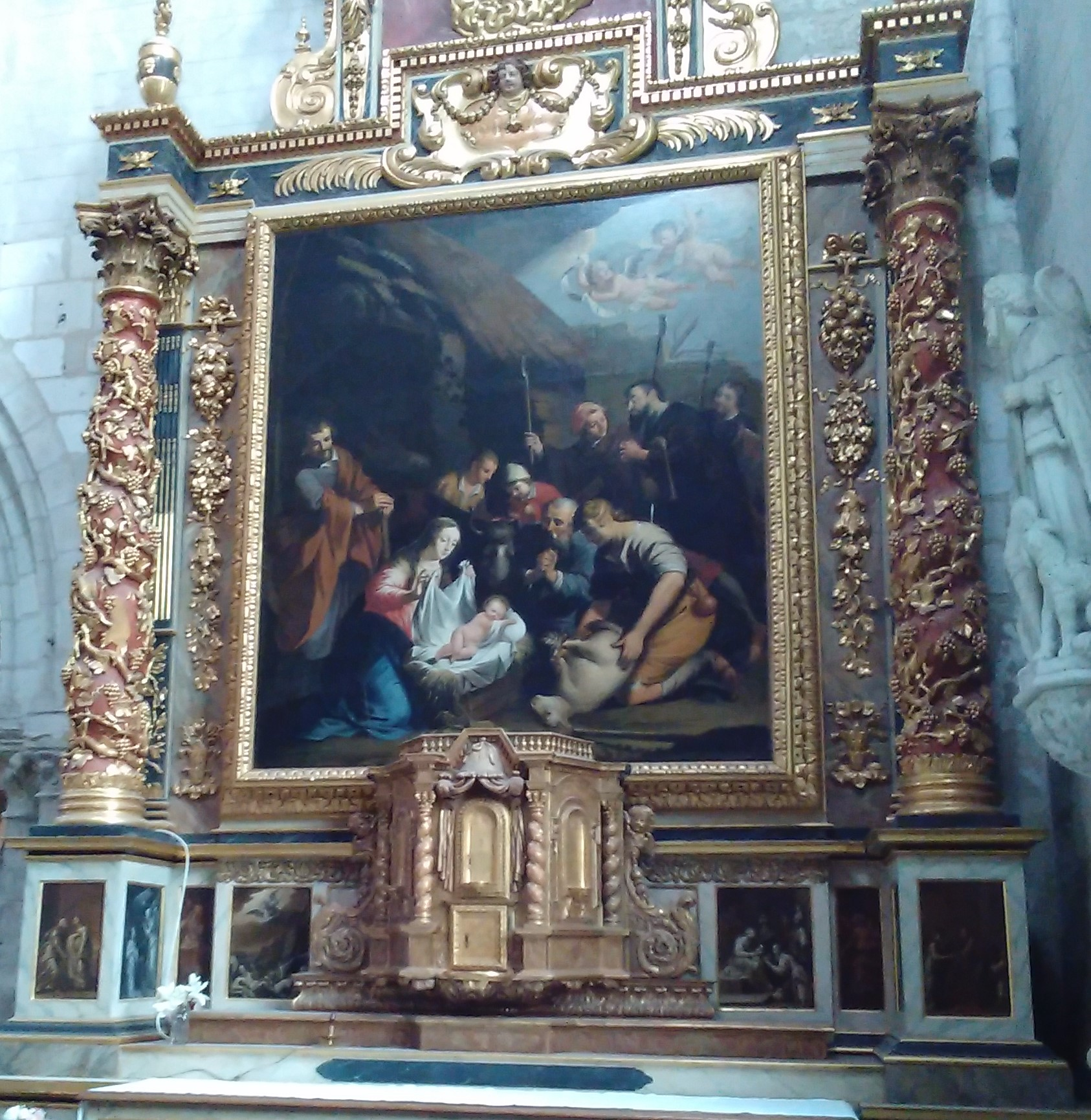
Retable style Louis XV
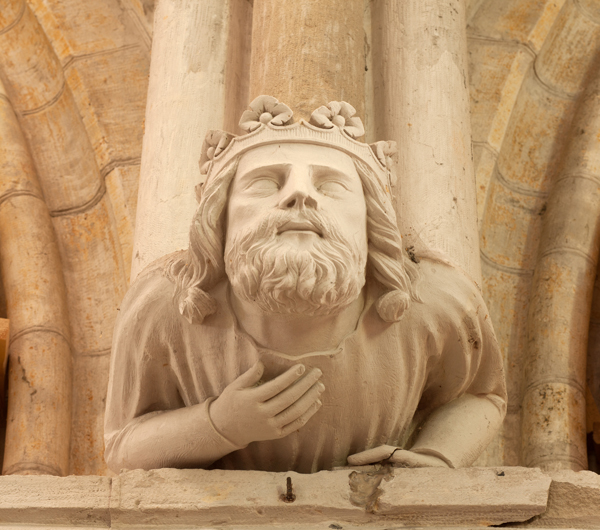
Sculpture en pierre
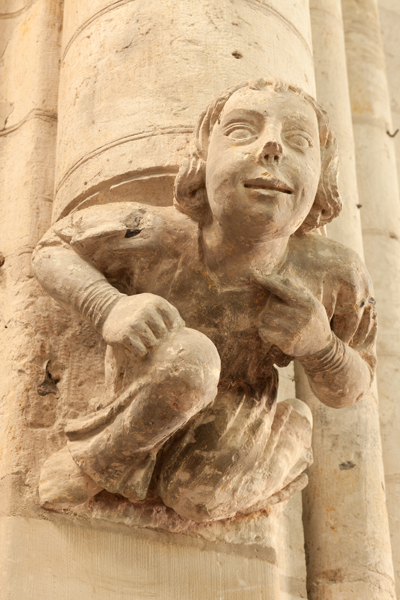
Sculpture en pierre

## L'orgue
Robert Ingout, facteur d'orgues à Rouen, réalise en 1674, avec l'aide de Philippe Quesnel, un orgue à 3 claviers sur commande de l'abbesse Adrienne des Courtils pour l'abbaye du Trésor-Notre-Dame à Bus-Saint-Rémy. La ville des Andelys le rachète en 1792 lors de la suppression des ordres religieux pour l'installer à son emplacement actuel en 1793. Il est restauré en 1926 par Charles Reinburg. Il est à nouveau restauré en 1968 par la maison Gonzales et en 1997/1998.
Le classement de l'orgue monument historique s'est fait en deux parties: la partie instrumentale par arrêté du 4 juillet 1955, le buffet d'orgue par arrêté du 10 décembre 1971.

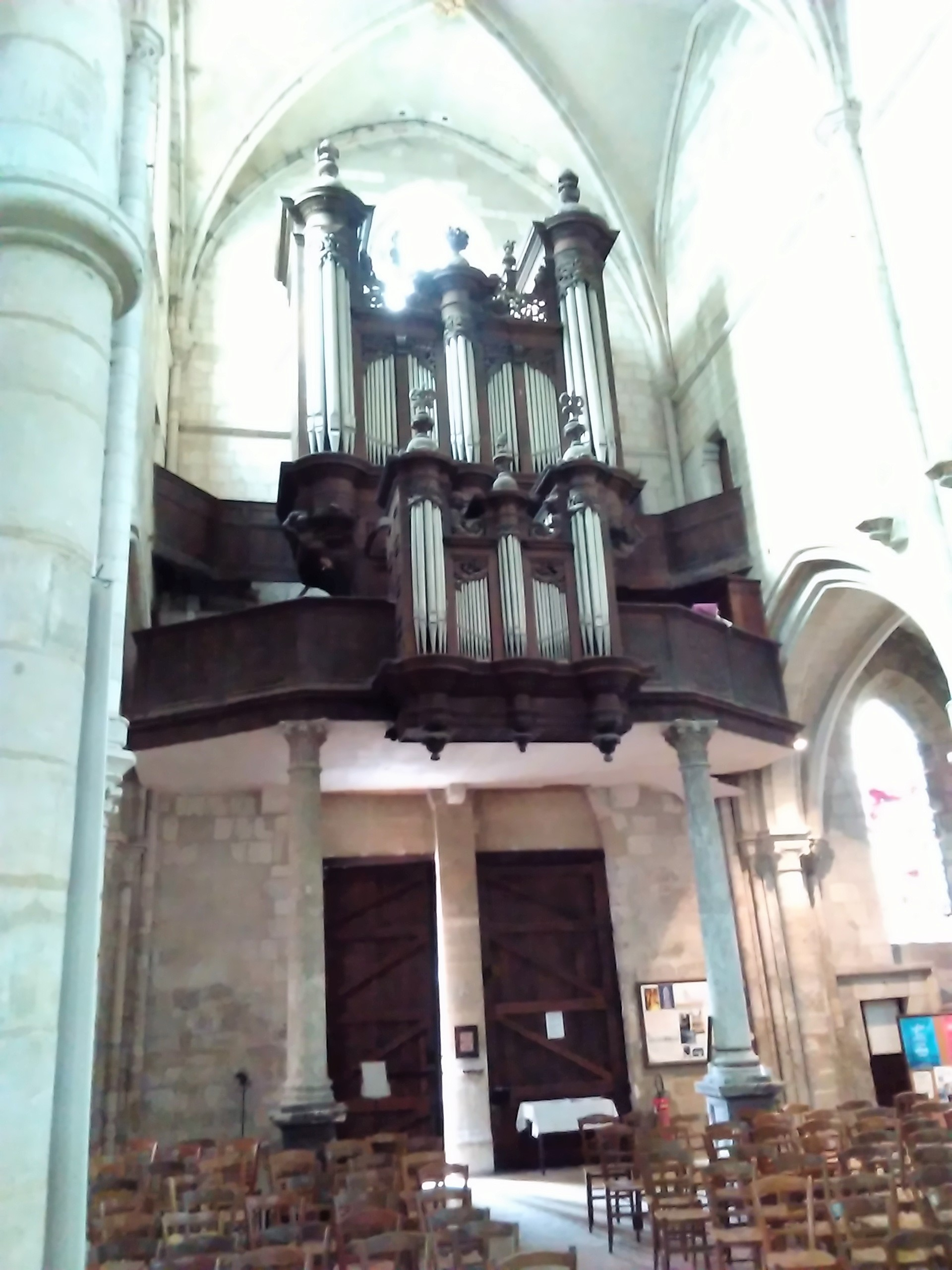

## Protection
L'église fait l'objet d'un classement par la liste de 1840,.